# V — значит вендетта (комикс)
«V — значит вендетта» (англ. V for Vendetta) — графический роман из 10 глав, написанный Аланом Муром и проиллюстрированный Дэвидом Ллойдом. Место действия комикса — антиутопичная Великобритания 1980—1990-х годов. В основе сюжета лежит история о таинственном революционере, называвшем себя V, который пытается разрушить тоталитарный режим, заручившись поддержкой народа. В 2006 году по мотивам комиксов компанией Warner Bros был выпущен одноимённый фильм.
Серия описывает недалёкое будущее Великобритании после ядерной войны, в котором уничтожена бо́льшая часть мира. Основная часть урона по стране была нанесена последствиями войны: потопами и неурожаями. В этом будущем фашистская партия «Северный огонь» (англ. Norsefire) уничтожила конкурентов в концлагерях и теперь управляет страной, превратив её в полицейское государство. V, анархист-революционер, носящий маску Гая Фокса, начинает сложную, жестокую и намеренно театральную кампанию, чтобы убить своих бывших похитителей, свергнуть правительство и убедить людей, что они сами способны собой управлять.

## История публикаций
Первые выпуски V for Vendetta первоначально выпускались в чёрно-белой цветовой гамме с 1982 по 1985 года в английском журнале комиксов Warrior, который издавался компанией Quality Comics. Комикс стал одним из самых популярных в журнале; некоторые обложки журнала были посвящены V for Vendetta.
Warrior был закрыт в 1985 году, и два последних готовых на тот момент выпуска V for Vendetta остались невыпущенными. В 1988 году компания DC Comics перепечатала 8 выпусков в цвете, а также впервые опубликовала оставшиеся два выпуска.
Впоследствии вся серия комиксов, включая эссе Алана Мура «Behind the Painted Smile» (с англ. — «За нарисованной улыбкой»), была выпущена в формате trade paperback импринтом Vertigo.
В России комикс был выпущен издательством «Амфора» в 2007 году и издательством «Азбука» в 2014 году.

## Сюжет
5 ноября 1997 года в Лондоне неизвестный в маске Гая Фокса, зовущий себя «V», спасает молодую женщину, Иви Хэммонд, от произвола офицеров тайной полиции (также известных, как «палецейские» — англ. fingermen от finger — палец), собиравшихся изнасиловать и убить её. После расправы над полицейскими V представляется Иви, и приглашает её на некий концерт. Иви соглашается и направляется на крышу с V. V взрывает здание Олд-Бейли.
V доставляет её в своё тайное убежище, которое называет Галереей теней. Иви рассказывает V свою историю, вспоминая о ядерной войне в конце 1980-х, которая запустила глобальную социо-экономическую катастрофу, что привело к экономическому коллапсу, голоду и государственному перевороту фашистов в Великобритании, пообещавших восстановить порядок. Чтобы сгладить их приход к власти, фашисты сделали козлами отпущения различные «нежелательные» группы — гомосексуалов, иммигрантов и левых либералов, — в конце концов убив миллионы в концлагерях. Отец Иви стал политическим заключённым из-за его принадлежности к левой группе студентов, и больше Иви его никогда не видела.
Расследование подрыва Парламента таинственным V легло на плечи Эрика Финча, главы «Носа» (англ. The Nose) — обычной полиции — и опытного следователя, служащего правительству не столько из-за политических убеждений, сколько из преданности своей работе и родине. Через него читатели знакомятся с разными личностями в Партии, включая лидера, Адама Сьюзана, отшельника, одержимого Судьбой, правительственной компьютерной системой; Доминика Стоуна, партнёра Финча; Дерека Олмонда, главу «Пальца» (англ. The Finger) — тайной полиции; Конрада Хейера, главу «Глаза» (англ. The Eye) — службы визуального наблюдения; Брайана Этериджа, главу «Уха» (англ. The Ear) — службы звукового наблюдения; и Роджера Даскомба, главу «Рта» (англ. The Mouth) — службы распространения пропаганды.
После разрушения Олд-Бейли V встречается с тремя членами Партии и обвиняет их в зверствах, совершённых в прошлом: с диктором Льюисом Протеро, Голосом Судьбы; епископом Энтони Лилиманом, священником-педофилом; и доктором Делией Сарридж, у которой были отношения с Финчем. V сводит с ума Протеро, спалив его коллекцию кукол у него на глазах; убивает Лилимана, заставив его съесть пропитанную цианидом гостию; а доктор Сарридж умирает от смертельной инъекции (поскольку Сарридж сожалела о своих поступках, смерть её была безболезненной). К тому времени, как V убивает Сарридж, Финч обнаруживает, что все жертвы V работали в концлагере неподалёку от деревни Ларкхилл (англ. Larkhill), и рассказывает Дереку Олмонду о планах V. Олмонд устраивает засаду на V, когда тот пытается уйти из дома Сарридж после убийства. К сожалению для Олмонда, он забыл зарядить свой револьвер, и V убивает его.
Финч начинает читать дневник доктора Сарридж, обнаруженный у неё дома. В дневнике изложены истории прошлого всех жертв V и их связь с ним, поскольку он был заключённым лагеря Ларкхилл. V был невольным участником медицинского эксперимента, который вела доктор Сарридж, в ходе которого подопытным вводились гормоны вместе с препаратом под названием «№ 5» (англ. Batch 5). В конце концов V, известный сотрудникам лагеря как «Человек из комнаты пять», стал ухаживать за садом с разрешения коммандера Протеро. Он использовал садовые принадлежности, чтобы вырваться из лагеря, сделав из химикатов иприт и напалм. V, единственный заключённый, переживший лагерь, решил уничтожить всех выживших офицеров, чтобы исключить возможность раскрытия его личности. Финч заметил, что V специально положил дневник Сарридж на видном месте, но при этом вырвал страницы дневника, на которых возможно содержалась информация о его личности.
Четыре месяца спустя V врывается в Башню Джордан, штаб «Рта», чтобы транслировать свою речь, в которой он призвал людей взять под контроль свою жизнь. Он избегает поимки, принудив Роджера Даскомба одеться в один из его костюмов Гая Фокса, и полиция стреляет в Даскомба. Финч, находясь на месте преступления, знакомится с Питером Криди, мелким преступником, заменившим Олмонда на посту главы «Пальца». Криди небрежно отзывается о V, которого Финч начал уважать, и грубо отзывается о докторе Сарридж, спровоцировав Финча ударить его. Вследствие этого события Лидер отсылает Финча в принудительный отпуск.
Иви тем временем сильно привязалась к V, но начала оспаривать его методы. После конфронтации в Галерее теней она оказалась на улице, не способная найти V. Её подобрал Гордон, мелкий преступник, с которым она завязала отношения, и их пути раньше пересекались неизвестно для них у вдовы Дерека Олмонда, Роуз; после смерти её мужа и Даскомба (с которым она вынуждена была сотрудничать по финансовым причинам) Роуз вынуждена работать танцовщицей бурлеск-шоу и постепенно начала ненавидеть Партию. Криди начинает создавать частную милицию, надеясь воспользоваться дестабилизацией в Партии, вызванной V, чтобы сделать ход против Лидера.
Когда шотландский гангстер Алистер Харпер убил Гордона, Иви пытается убить его, но была похищена и обвинена в попытке убить Криди, когда он встречался с Харпером. В своей камере, в перерыве между допросами и пытками, Иви находит письмо от заключённой по имени Валери, актрисы попавшей в заключение за то, что она лесбиянка. Иви в конце концов получает выбор — либо сотрудничество, либо смерть; вдохновлённая смелостью Валери и её неповиновением, она отказывается, после чего ей внезапно сказали, что она свободна. Иви узнаёт, что её заключение было разыграно V, чтобы провести её через те же испытания, что сформировали его. Он рассказывает, что Валери была заключённой в лагере Ларкхилл, умершей в соседней с V камере. Письма, которые Иви читала, V получал от Валери. Гнев Иви в конце концов сменяется принятием её новой личности.
В следующем ноябре, ровно через год после подрыва Парламента, V уничтожает Башню почтового управления (англ. Post Office Tower) и Башню Джордан, убив при этом Этериджа и выведя из строя службы «Глаз», «Ухо» и «Рот». Внезапная свобода от наблюдения правительства привела к волне насилия и гедонизма, жестоко подавленной уличными бандами Криди и Харпера. Тем временем V делится с Иви мыслями, что он всё ещё не достиг земли «Делай-что-хочешь», функционального анархичного общества, и рассматривает текущую ситуацию, как промежуточный хаос в земле «Бери-что-хочешь». Доминик осознаёт, что V с самого начала обладает доступом к компьютеру Судьба, что объясняет его предусмотрительность; эти новости ускоряют впадение Сьюзана в безумие.
Финч отправляется в заброшенные руины Ларкхилл, где он принимает ЛСД. Его галлюцинации показывают ему его прошлую жизнь, где он был любовником чёрной женщины, отправленной в концлагерь из-за её расы. Его галлюцинации также помещают его на место V в камере, однако вскоре он освобождается, подобно V, что дало ему интуитивное понимание его. Вернувшись в Лондон, он решает, что логово V находится внутри покинутой станции Виктория. V встречает Финча, когда тот входит на станцию, и позволяет Финчу застрелить себя. Смертельно раненый, он возвращается в Галерею Теней и умирает у Иви на руках. Иви собирается снять маску с V, но не решается; вместо этого она принимает на себя его личность, надевая один из его костюмов.
Тем временем Криди заставляет Лидера появиться на публике, в попытке узурпировать контроль над правительством. В то время, как машина Лидера едет на параде, Роуз Олмонд убивает его. Криди пытается занять место Лидера, но Харпер, подкупленный женой Конрада Хейера Хелен, убивает его. V посылает Хейеру кассету наблюдения, на которой Хелен и Харпер спят друг с другом. В ответ Хейер избивает Харпера до смерти гаечным ключом, но Харпер успевает ранить его бритвой. Хелен находит мужа, но отказывается оказать ему медицинскую помощь, оставив его истекать кровью до смерти, поместив перед ним видеокамеру — позволив ему наблюдать собственное обескровливание по телевизору. Это оставляет Партию без ключевых фигур; выжил лишь Финч, который покидает Партию из-за личного неудовольствия.
Иви появляется перед толпой в костюме V, провозгласив разрушение Даунинг-стрит на следующий день и сказав народу, что они должны «…выбрать, что будет дальше. Живите по своему желанию или вернитесь к цепям», после чего начинается общее восстание. Доминик, поражённый ударом камня по голове, вследствие чего теряет сознание во время бега в безопасность, увидев Иви в маскировке V до того, как он отключается. Иви разрушает Даунинг-стрит, 10, предоставив V погребение викингов с помощью снаряженного взрывчаткой поезда метро, в котором было помещено его тело, посланного с таймером, который сдетонировал строго в нужном месте. Доминик пробуждается в Галерее Теней, когда Иви одевается в костюм Гая Фокса, представляется ему, как V и собирается, судя по всему, тренировать Доминика, как преемника. Ночью Финч наблюдает хаос, охвативший город и встречается с Хелен Хейер, составившей компанию местным бездомным в попытке выжить после того, как её машина была перевёрнута и запасы украдены. Когда они узнают друг друга, Хелен обнимает Финча, сказав, что они могли бы собрать маленькую армию и восстановить порядок. Финч молча отталкивает Хелен, и она злобно отвечает потоком гомофобских оскорблений. Он оставляет её и бродяг, чтобы выйти на набережную, где он обнаружил покинутую автомагистраль, возле которой он видит знак «Хетфилд и север». Финальная страница показывает Финча, идущего по покинутой автомагистрали, все уличные фонари выключены.

## Темы и мотивы
Серия стала первой, в которой Мур использовал плотное повествование и множественные сюжетные линии, что будет также использовано в комиксе «Хранители». Фон на панелях часто изобилует подсказками и отвлекающими деталями; литературные аллюзии и игра слов часто присутствует в названии глав и в речах V (которые обычно принимают форму ямбического пентаметра — поэтический метр, состоящий из пяти слогов, второй слог в каждой паре более подчёркнут, чем первый; наиболее известно его применение во многих работах Шекспира).
V на ночь читает Иви The Magic Faraway Tree. На эту серию V ссылается в комиксе, когда говорит о «Земле Делай-Что-Хочешь» и «Земле Бери-Что-Хочешь». Другой значительно культурной отсылкой — в большей части в театральной части: «Remember, remember, the fifth of November: the gunpowder treason and plot. I know no reason why gunpowder treason should ever be forgot». Эти строки прямо отсылают к истории Гая Фокса и его участии в Пороховом заговоре.

### Анархизм против фашизма
Анархизм и фашизм пронизывают историю комикса. Режим партии Norsefire воплощает в себе все черты фашизма: она крайне ксенофобична, правит народом путём страха и силы, и во главе стоит сильный лидер. Как и в большинстве фашистских режимов, есть несколько разных государственных организаций, которые борются друг с другом, но подчиняются одному лидеру. V, между тем, стремится к «свободному обществу», упорядоченному согласием.

### Личность
Сам V остаётся загадкой, чья история только слегка обозначена. Большая часть истории освещена с точек зрения других персонажей: Иви, помощницы и возлюбленной V; Эрика Финча, уставшего от жизни прагматичного детектива, охотящегося на V; и нескольких соперничающих за власть внутри фашистской партии. Разрушительные действия V морально двусмысленны, и центральной темой серии является рационализация зверств во имя высшей цели, будь это стабильность или свобода. Персонаж является смесью фактического сторонника анархизма и традиционного стереотипа анархистов и террористов.
Мур заявил следующее в интервью:
Центральный вопрос истории — прав ли этот парень? Или он просто безумец? Что ты, читатель, думаешь об этом? Что привело к анархистичному решению. Я не хочу говорить людям, что им думать, я просто хочу сказать людям, чтобы они думали и принимали во внимание некоторые действительно экстремистские варианты, которые не возникают в обычной человеческой жизни
Мур так и не уточнил ничего из жизни V, кроме заявлений, «что V не отец Иви, не мать Уистлера или няня Чарли»; он указывает, что личность V за всю историю так и не раскрывается. Двусмысленность персонажа является ведущей темой в истории, которая оставляет читателя выбирать, здравомыслящий ли V или испытывает состояние психоза, герой или злодей. Перед тем, как надеть маску V, Иви приходит к выводу, что личность V не важна, важна роль, которую он играет, идея, которую он воплощает своей личностью.

## Адаптации

### Фильм
В первой киноадаптации V for Vendetta использовалась одна из сцен документального фильма The Mindscape of Alan Moore, снятого в начале 2002 года. Драматизация не содержит диалогов главного персонажа, но использует голос компьютера Судьба в качестве вступления.
17 марта 2006 года компания Warner Bros. выпустила художественный фильм-адаптацию комикса, режиссёром которого стал Джеймс Мактиг (первый помощник режиссёра трилогии «Матрица»), сценарий для которого писали сёстры Вачовски. Натали Портман сыграла Иви Хэммонд, а Хьюго Уивинг — V; также в фильме снялись Стивен Ри, Джон Хёрт, Руперт Грейвс и Стивен Фрай. Хёрт, сыгравший переименованного верховного канцлера Адама Сатлера в фильме, также сыграл Уинстона Смита в киноадаптации романа Джорджа Оруэлла «1984». Изначально планировалось выпустить фильм 4 ноября 2005 года, за день до Ночи Гая Фокса и 400-летнего юбилея Порохового заговора, однако дата была перенесена на 17 марта 2006 года, возможно из-за взрывов в Лондоне 7 июля 2005 года, хотя продюсеры сказали, что причина была не в этом.
Алан Мур дистанцировался от фильма, как это было со всеми киноадаптациями его работ на сегодняшний день. Он разорвал отношения со своим издателем, DC Comics, после того, как материнская компания DC Comics, Warner Bros., не смогла извлечь заявления о якобы одобрении фильма Муром. После прочтения сценария Мур отметил:
[Фильм] превратился в притчу эры Буша, написанную людьми слишком робкими, чтобы написать политическую сатиру о своей стране… Это оборванная и тщетная и в значительной степени бесполезная американская фантазия о неком человеке с американскими понятиями о свободе, противостоящем государству, управляемому неоконсерваторами — не об этом был комикс V for Vendetta. Он был о фашизме, об анархии, он был об Англии.
Он позже добавил, что если Вачовски хотели протестовать против того, что происходит в Соединённых Штатах, они должны были использовать политический рассказ, прямо адресованный к проблемам США, точно так же, как Мур сделал с Британией. Фильм изменяет изначальное сообщение, превратив персонаж «V» в борца за свободу вместо анархиста, которым он был в оригинале. В интервью продюсер Джоэл Сильвер предположил, что это изменение было сделано не сознательно; он идентифицировал V из комикса, как явно очерченного «супергероя… мстителя в маске, который фактически спас мир» — упрощение, которое идёт вразрез с заявлением Мура о роли V в истории.
Соавтор и иллюстратор комикса Дэвид Ллойд, напротив, принял адаптацию. В интервью для Newsarama он заявляет:
Это потрясающий фильм. Наиболее необычной вещью о ней для меня является то, что сцены, над которыми я работал и которые создавал для максимального эффекта, были перенесены в фильм с той же степенью заботы и эффектности. «Трансформация» сцены между Натали Портман и Хьюго Уивингом просто великолепна. Если вы один из тех людей, кто восхищается оригиналом настолько, что это изменение автоматически отвратит вас, тогда вы можете испытать неприязнь к фильму — но если вы насладились оригиналом и можете принять адаптацию, которая отличается от источника материально, но почти так же влиятельна, тогда вы можете насладиться фильмом так же, как это сделал я.
Стив Мур (никак не связанный с Аланом Муром) на основе сценария фильма написал роман, изданный в 2006 году.

## Культурное влияние
Анонимная, основанная в Интернете группа приняла маску Гая Фокса в качестве символа (как отсылку к интернет-мему), часто носимую членами группы в ходе протестов проекта «Чанология» против Церкви саентологии. Вот что сказал Алан Мур об использовании мотивов из его комикса V for Vendetta в интервью для Entertainment Weekly:
Я был весьма польщён на другой день, когда увидел в новостях, что были демонстрации у штаб-квартиры саентологов, и потом они перешли к клипу, показывающему демонстрантов, носящих маски Гая Фокса, таких же, как V for Vendetta. Я был очень доволен. Это принесло мне приятное тепло.
Согласно журналу Time, использование протестующими маски привело к тому, что маска стала самой продаваемой вещью на Amazon.com, за год было продано более сотни тысяч масок.
Считается, что фильм по комиксу был источником вдохновения некоторых молодых египтян до и во время революции в Египте.
23 мая 2009 года протестующие, одетые, как V, установили фальшивую бочку с порохом снаружи Парламента в ходе протеста о скандале вокруг трат членов британского парламента.
В ходе захвата Уолл-стрит и других протестов маска приобрела международную известность, став использоваться, как символ народной революции. Художник Дэвид Ллойд сказал: «Маска Гая Фокса стала известным знаком и удобным плакатом, чтобы протестовать против тирании — и я счастлив, что люди используют его, эта ситуация является во многом уникальной, когда символ популярной культуры используется таким образом».
17 ноября 2012 года представители полиции в Дубае предупредили, что использование маски Гая Фокса, раскрашенной в цвета флага ОАЭ в ходе любого празднования, связанного с Национальным днём ОАЭ, является незаконным действием после того, как маски начали продаваться в онлайн-магазинах за 50 дирхамов.

## Коллекционные издания
Вся история про V была выпущена в коллекционном мягком (ISBN 0-930289-52-8) и твёрдом (ISBN 1-4012-0792-8) издании. В августе 2009 года DC выпустила в слипкейсе Absolute Edition (ISBN 1-4012-2361-3); это издание включает новораскрашенные страницы с «немыми рисунками» (страницы, не содержащие диалогов) из изначального выпуска серии, которые не появлялись ни в одном из более ранних изданий.